# Maison de l'Étoile d'Or
La « Maison de l'Étoile d'Or » (De Gulde Sterre en néerlandais) est une maison de style baroque située au numéro 30 de la place de la Vieille Halle aux Blés à Bruxelles, en Belgique.

## Localisation
La maison se situe sur le côté ouest de la place de la Vieille Halle aux Blés, entre la « Maison du Cornet » (Den Hoorn) et la « Maison de la Clé d'Or » (Den Gulden Sleutel), classées tout comme elle, et plus ou moins en face de la Fondation Jacques Brel. 

## Historique
Au XVIIIe siècle, la place de la Vieille Halle aux Blés accueille un service de diligence et de courrier à destination des villes des Pays-Bas méridionaux, de la France, du Luxembourg, de l'Allemagne et de la Suisse, ce qui provoque l'apparition de nombreux relais de poste et auberges,.
Parmi ces établissements figure « De Gulde Sterre » (« l'Étoile d'Or ») d'où partaient les diligences pour Mons, Ath, Tournai, Lille, le Luxembourg, la France, l'Allemagne et la Suisse,.
La maison intègre des constructions des XVIIe siècle au XIXe siècle,.
Dans les années 1960, la maison est restaurée par l'architecte V.G Martiny,.

## Classement
La maison fait l'objet d'un classement au titre des monuments historiques depuis le 16 octobre 1975 sous la référence 2043-0039/0 et figure à l'inventaire du patrimoine architectural de la Région de Bruxelles-Capitale sous la référence 31841,.

## Architecture

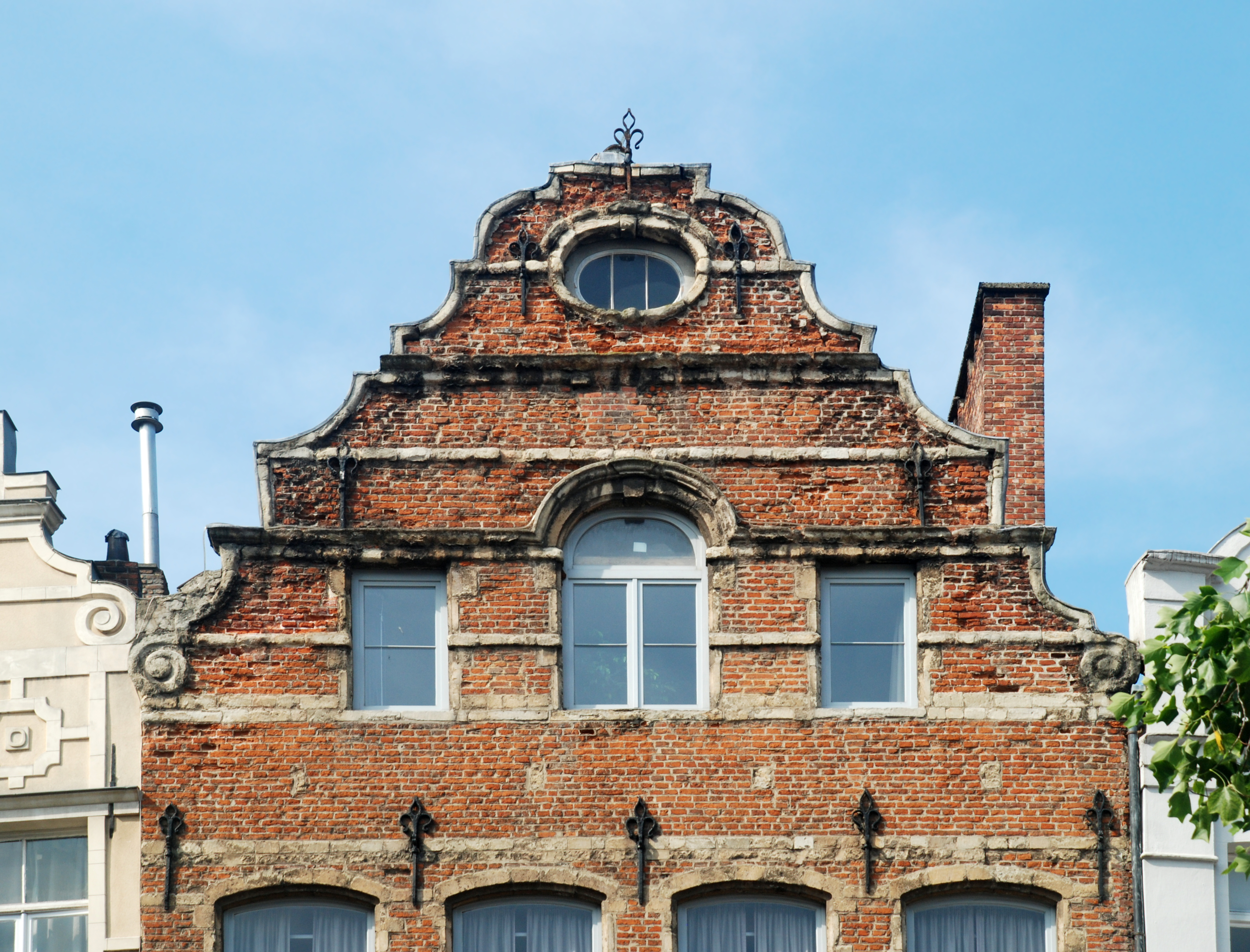
Le pignon.

## Accessibilité
| ___ | Ce site est desservi par la station de métro : Gare Centrale. |